# Brodric Thomas
Brodric Thomas (ur. 28 stycznia 1997 w Bolingbrook) – amerykański koszykarz, występujący na pozycji rzucającego obrońcy, od 2023 zawodnik Ontario Clippers.
12 lutego 2021 opuścił Houston Rockets. 24 lutego 2021 podpisał umowę z Cleveland Cavaliers na występy zarówno w NBA, jak i zespole G-League – Canton Charge. 15 września przedłużył umowę z klubem. 12 października 2021 został zwolniony. 17 października 2021 został zawodnikiem Boston Celtics. 12 października 2022 opuścił klub. 30 października 2023 dołączył do Ontario Clippers.

## Osiągnięcia
Stan na 22 listopada 2023, na podstawie, o ile nie zaznaczono inaczej.
NCAA II
- Koszykarz roku konferencji (GLVC – 2020)
- MVP turnieju GLVC (2020)
- Zaliczony do:
  - I składu:
    - GLVC (2018–2020)
    - turnieju GLVC (2018, 2020)
    - defensywnego GLVC (2018–2020)
    - All-Region D2CCA (2020)
    - NABC All-District Midwest (2020)

  - II składu NABC All-District Midwest (2019)

Indywidualne
- Zaliczony do[10]:
  - I składu debiutantów NBA G League (2021)
  - II składu NBA G League (2021)